# مسعود اسکویی
مسعود اسکویی (۲۳ خرداد ۱۳۱۸ – ۱۲ اردیبهشت ۱۴۰۳) گزارشگر، مجری و کارشناس برنامه‌های ورزشی رادیو و تلویزیون اهل ایران بود.

## زندگی حرفه‌ای
وی از سال ۱۳۴۵ به استخدام سازمان رادیو تلویزیون ملی ایران درآمد و با گزارش بازی دوستانه فوتبال سال ۱۳۵۰ بین تیم‌های پرسپولیس و کویت (در کویت) وارد عرصه گزارشگری شد. سپس به همکاری با برنامه ورزش از نگاه دو پرداخت. او در سال ۱۳۶۰ به رادیو رفت و با تأسیس رادیو ورزش گزارش مسابقات و برنامه‌های ورزشی را ادامه داد. مسعود اسکویی دوره تهیه‌کنندگی برنامه‌های تلویزیونی را در تلویزیون آلمان گذرانده بود و یک سال در شهرهای زونه گورگ و ماینتس با تلویزیون همکاری کرده بود.
اسکویی که به دلیل شکستگی ناحیه لگن و پا در فروردین ۱۴۰۳ در بخش مراقبت‌های ویژه بیمارستان لاله بستری شده بود در ۱۲ اردیبهشت ۱۴۰۳ درگذشت. مراسم خاکسپاری وی در مسجد بلال صدا و سیمای ایران برگزار و در قطعه نام‌آوران بهشت زهرا به خاک سپرده شد.

## بزرگداشت
- ۲۱ اسفند ۱۳۹۹ در مراسم پایانی دوره دوازدهم جشنواره فیلم‌های ورزشی ایران از حشمت مهاجرانی سرمربی پیشین تیم ملی فوتبال ایران، مسعود اسکویی گوینده رادیو و جمشید هاشم پور ستاره سینما قدردانی شد.[۷]
- در آیین نکوداشت سازندگان فوتبال ایران در سال ۱۴۰۰ که با حضور شهاب‌الدین عزیزی خادم رئیس فدراسیون فوتبال همراه بود از مسعود اسکویی، محمود مختاریان و جهانگیر کوثری به‌عنوان اهالی فرهنگ و قلم، تجلیل به عمل آمد.[۸]